# Il Romito (Pontedera)
Il Romito è una frazione del comune italiano di Pontedera, nella provincia di Pisa, in Toscana.

## Geografia fisica
La frazione è situata al confine con il comune di Ponsacco e precisamente con la località Val di Cava, che ne costituisce il proseguimento urbanistico ed abitativo. La frazione è lambita a ovest dal corso del fiume Era ed è caratterizzata dalla galleria della Superstrada Fi-Pi-Li; si trova inoltre non lontana dall'uscita Pontedera Est.
Il Romito dista circa 2 km da Pontedera e poco più di 28 km da Pisa.

## Storia
Località a carattere rurale sviluppatasi a partire dal XIX secolo, prima della seconda guerra mondiale portava il nome I Giorgi e comprendeva alcune case coloniche abitate, come suggeriva il toponimo, dalla famiglia Giorgi, immigrata dalla Garfagnana al principio del secolo. La zona comprendeva anche un campo di tiro, e quindi la località era comunemente chiamata anche Tiro a volo: tale campo rimase in funzione fino alla fine degli anni sessanta.
A partire dal 1958, la frazione conobbe un grande processo di urbanizzazione ed uno sviluppo edilizio tale che già al censimento del 1961 si potevano contare 446 abitanti. Nel 1966 venne istituita una parrocchia autonoma scorporata da Pontedera. La frazione conta al 2011 circa 1 200 abitanti ed è oggi la seconda frazione del comune per estensione e abitanti dopo La Rotta.

## Monumenti e luoghi d'interesse

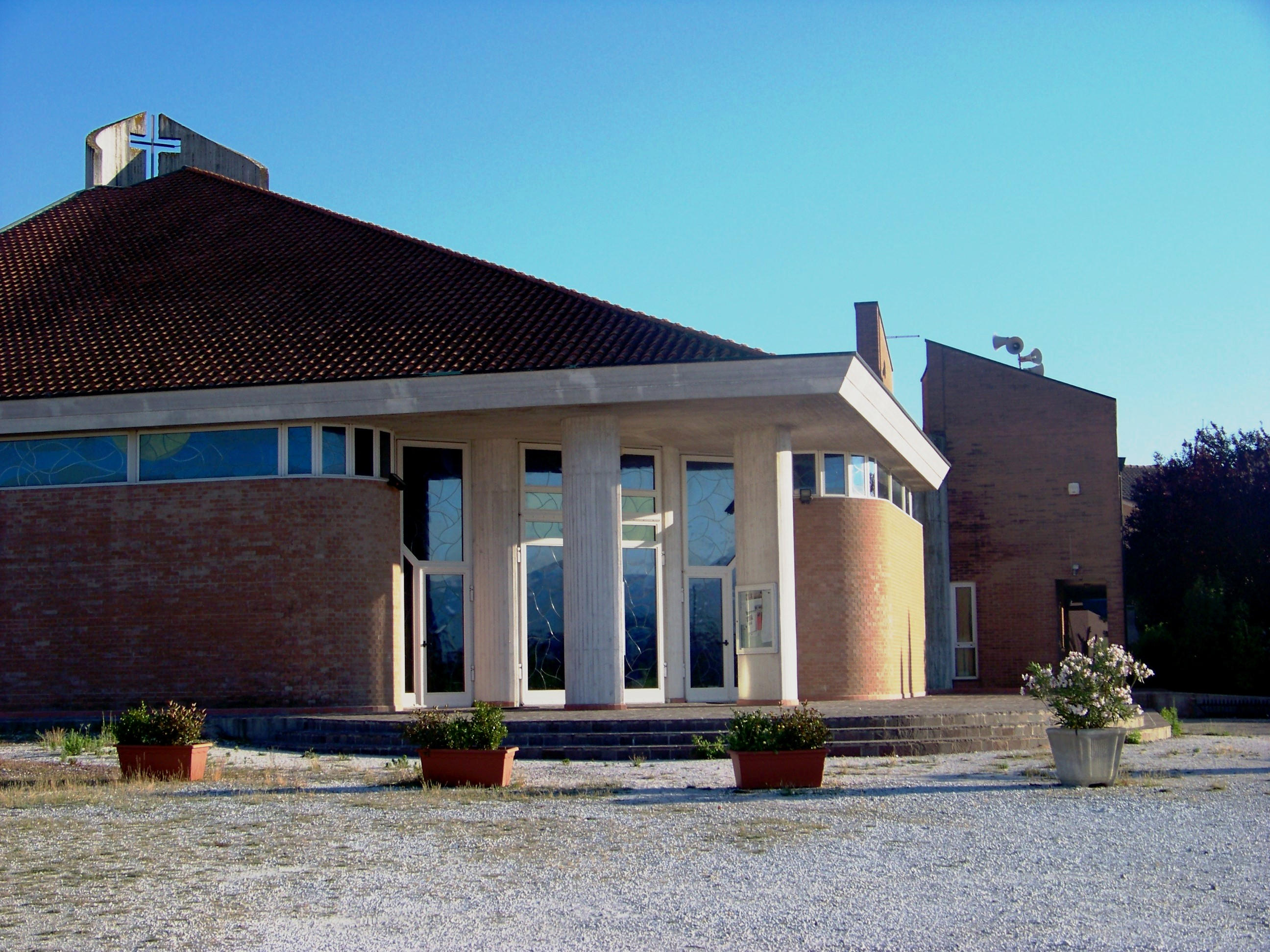
La chiesa di Santa Maria Madre della Chiesa

### Chiesa di Santa Maria Madre della Chiesa
Nella frazione fu eretta una parrocchia indipendente l'8 dicembre 1966, scorporandola da quella di San Giuseppe in Pontedera e, dieci giorni dopo, fu benedetta e aperta al culto una chiesetta prefabbricata intitolata alla Vergine. L'edificio era in origine un capannone prefabbricato, poi demolito a seguito dei lavori per la costruzione della Strada di grande comunicazione Firenze-Pisa-Livorno. La chiesa attuale ha una pianta a settore circolare ed è stata progettata dall'architetto Luciano Giorgi.